# Ẑ
Ẑ là một chữ cái Latinh, được cấu thành từ chữ Z với một dấu mũ, được sử dụng để chuyển tự của chữ cái Ѕ Kirin theo h ọ tiêu chuẩn chuyển tự ISO 9. Chữ cái này cũng được sử dụng trong Poliespo để biểu diễn âm /kts/. Chữ cái viết thường tương ứng là ẑ.
Trong toán học, ẑ thường kí hiệu cho vector đơn vị theo hướng +Z.